# Jan Aronsson
Karl Gustaf Aronsson (Degerfors, 28 novembre 1931 – Emmaboda, 4 gennaio 2016) è stato un calciatore svedese, di ruolo centrocampista.

## Carriera
Dopo aver giocato per sei stagioni nel Degerfors, nel 1956 fu ingaggiato dal Lanerossi Vicenza con il quale disputò due campionati di Serie A.
Conta anche due presenze nella Nazionale svedese, oltre ad altre 2 nella Svezia B ed altrettante nell'Under-21.